# NPO Radio 1 Extra
NPO Radio 1 Extra (voorheen 24Nieuws) was een radiozender van de Nederlandse Publieke Omroep die was te ontvangen via DAB+ van 1 februari 2005 t/m april 2016. Het radiokanaal zou vervangen worden door NPO Nieuws & Evenementen, maar dat plan heeft vooralsnog geen doorgang gevonden.
De zender was via een livestream op internet te beluisteren.
Het programma bestond uit een continue herhaling (elke drie minuten) van het laatste nieuwsbulletin van de NOS.
In augustus 2014 werd de zendernaam veranderd van 24Nieuws in NPO Radio 1 Extra.
Op 1 maart 2016 verdween NPO Radio 1 Extra, samen met stations als BNN.FM en NPO Radio 4 Opera . De overkoepelende organisatie NPO bracht als verklaring dat het moest gaan bezuinigen op themazenders en daarom heeft een aantal zenders heeft geschrapt. Geluiden over een herstart zijn tot op de dag van vandaag nog geen werkelijkheid geworden.